# Bermondsey Square

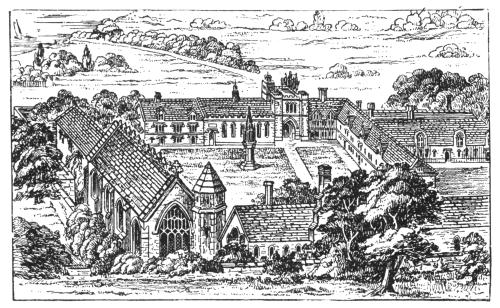
Bermondsey Abbey am heutigen Bermondsey Square

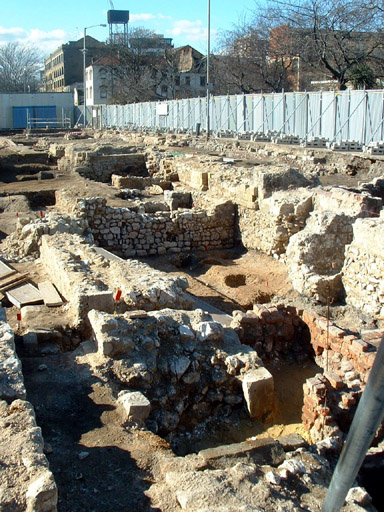
Archäologische Grabung der Bermondsey Abbey im Blick von der Tower Bridge Road (5. März 2006)

Der Bermondsey Square ist ein Platz an der Tower Bridge Road in Bermondsey, einem Teil des London Borough of Southwark im Süden Londons, England. Ursprünglich war Bermondsey Square der Standort der Bermondsey Abbey aus dem 11. Jahrhundert.
In den Jahren 2005/2006 wurden vom English Heritage archäologische Ausgrabungen durchgeführt. Die frühesten mittelalterlichen Funde waren eine normannische Kirche von etwa 1080, die bereits im Domesday Book Erwähnung findet. Das Areal hatte seitdem eine kontinuierliche Entwicklung erlebt. Im April 2009 wurde hier das Bermondsey Square Hotel eröffnet.
Der Bermondsey Market ist ein Antiquitätenmarkt am Bermondsey Square, welcher jeden Freitag stattfindet.
Die Long Lane führt nordwestlich zur Borough High Street. Diese Straße hat ursprünglich die Abbey mit der Kirche St George the Martyr an der High Street verbunden. in westlicher und nördlicher Richtung führt die Bermondsey Street, die zur Tooley Street und auf einer Strecke von etwa zehn Minuten Gehstrecke zum Bahnhof London Bridge führt.

## Geschichte
Der Bermondsey Square war ursprünglich als Court Yard bekannt und stellte das viereckige Gelände der Bermondsey Abbey dar. Hier stand früher eine Kapelle, die 1699 unter puritanischem Hintergrund errichtet wurde. Später wurde die Kapelle als Wollhandlung genutzt, bevor sie zerstört wurde. Am Eingang zum Platz zwischen dem öffentlichen Gebäude des King John’s Head und einem Ölhandel befand sich das Torhaus der Abbey, das im frühen 19. Jahrhundert abgetragen wurde. Zwischen dem Eingang zum Long Walk und einer Salzhandlung stand das Mansion House, das aus Materialien der Abbey errichtet wurde.